# Kanton Romans-sur-Isère-2
Kanton Romans-sur-Isère-2 (fr. Canton de Romans-sur-Isère-2) je francouzský kanton v departementu Drôme v regionu Rhône-Alpes. Skládá se ze 13 obcí.

## Obce kantonu
- Le Chalon
- Châtillon-Saint-Jean
- Crépol
- Génissieux
- Miribel
- Montmiral
- Parnans
- Romans-sur-Isère (východní část)
- Saint-Bonnet-de-Valclérieux
- Saint-Laurent-d'Onay
- Saint-Michel-sur-Savasse
- Saint-Paul-lès-Romans
- Triors